# Pilotrichella holstii
Pilotrichella holstii är en bladmossart som beskrevs av Brotherus 1894. Pilotrichella holstii ingår i släktet Pilotrichella och familjen Meteoriaceae. Inga underarter finns listade i Catalogue of Life.